# Свеча (приток Хмары)
Свеча — речка, левый приток реки Хмары. Длина — 13 километров. Площадь водосбора — 67 км². Начинается в лесу в нескольких километрах северней деревни Васьково Починковского района Смоленской области. Течёт на северо-запад через деревни Алексино, Шаталово, Даньково, Хицовка. И возле последней впадает в Хмару.
В Алексино и Даньково на реке пруды.
В списке населённых мест Смоленской губернии 1859 года про деревни Даньково (№ 696), Шаталово (№ 697), Алексино (№ 750) сказано, что они стоят на ручье Неведомка, то есть Свеча в этом списке называется Неведомкою.